# Фонвизин, Павел Иванович
Па́вел Ива́нович Фонви́зин (фон-Визин, 1746—1803) — русский сенатор, литератор и переводчик из рода Фонвизиных, директор Московского университета (1784—1796). Младший брат драматурга Дениса Ивановича Фонвизина, дядя декабриста Михаила Александровича Фонвизина.

## Биография
Из дворянского рода немецкого происхождения. В десятилетнем возрасте Павел Фонвизин был зачислен солдатом в Семёновский полк, и одновременно вместе со старшим братом Денисом поступил в гимназию Московского университета в первый же год её учреждения (1755). Успешно окончив (1762) гимназический и университетский курс и уже в сержантском звании был командирован от своего полка в распоряжение коллегии иностранных дел для курьерских посылок и побывал в разных странах Европы.

Пять лет разъезжал по государствам Европы в качестве курьера. В 1772 году Фонвизин, сопровождавший Григория Григорьевича Орлова в Фокшаны, оставался при русских войсках до заключения Кючук-Кайнарджийского мира (1774).
Ещё в университете Павел Фонвизин обнаружил интерес к словесности, много занимался переводами из античных и европейских авторов, писал стихи, принимал участие в популярном университетском издании «Собрание лучших сочинений к распространению знаний» в качестве переводчика, а в середине шестидесятых годов перевёл с французского несколько художественных произведений.
Товарищ прокурора (1781). Председатель Московской палаты уголовного суда (1782).
Назначен директором Московского университета (6.7.1784). Главной заботой Фонвизина в Московском университете стало строительство нового главного корпуса на Моховой. К 1784 были возведены два боковых флигеля. Фонвизин вслед за куратором Михаилом Матвеевичем Херасковым заложил камень в основание будущего центрального корпуса (23.8.1786). Отличительной чертой нового здания была его функциональность: аудитории, библиотека, музей, жилые нумера, столовая — всё было продумано, пронизано духом державности и подчинено идее воспитания просвещённых и сознательных подданных. В правом флигеле митрополит Московский Платон освятил построенную университетскую домовую церковь, а Фонвизин пригласил лучших певчих для организации университетского хора. С большой теплотой относился Фонвизин к университетской молодёжи, заботясь о её нравственном и физическом развитии, поощрял Собрание университетских питомцев, студенческий театр. Уволен из Московского университета (15.11.1796).
В 1796 году был назначен сенатором. В 1799 году вместе с сенатором Семёном Александровичем Неплюевым был командирован для ревизии Воронежской, Симбирской, Саратовской и Астраханской губерний.
Похоронен в Москве на кладбище Донского монастыря.

Могила Павла Фонвизина в Донском некрополе
Надпись на могиле Павла Фонвизина в Донском некрополе

## Сочинения
Некоторые из стихотворений и мелких прозаических статей Фонвизина, отчасти оригинальных, отчасти переводных, были напечатаны в журналах «Полезное увеселение» (1760—62), «Доброе намерение» (1764) и в «Собрании лучших сочинений» (1762).
Вышли отдельно его переводы с французского: «Нравоучительные сказки» (соч. Мармонтеля, 3 части, 1764 и 1787), «Сила родства» (испанская повесть, соч. госпожи Гомец, М., 1764); «Друг девиц» (М., 1765).
Создал в 1780 году (под псевдонимом Любитель Литературы) либретто для комической оперы «Матросские шутки» композитора Себастиана Жоржа.

## Семья
Павел Фонвизин был женат дважды, сначала на Марии Петровне Лопухиной (1746—1807), затем (с 11 ноября 1789 года) на Марии Васильевне Толстой (1757—13.11.1798), умерла после родов. Дети:
- Мария (1779—1842), с 1800 года жена Дмитрия Акимовича Апухтина (1768—1838); у них выжила одна дочь Наталья.
- Сергей (1783—1860), действительный статский советник, клинский уездный предводитель дворянства; женат на Варваре Александровне Давыдовой; у них сын Иван.
- Александра (1786—1870), девица.
- Елизавета (1792—?), жена генерала от инфантерии Евгения Александровича Головина.
- Варвара (29.10.1798[6]—16.01.1799).